# Liste der Naturdenkmale in Pfullendorf
| Naturdenkmale | Anzahl |
| ------------- | ------ |
| FND           | 3      |
| END           | 25     |
| Gesamt        | 28     |

Die Liste der Naturdenkmale in Pfullendorf nennt die verordneten Naturdenkmale (ND) der im baden-württembergischen Landkreis Sigmaringen liegenden Stadt Pfullendorf. In Pfullendorf gibt es insgesamt 28 als Naturdenkmal geschützte Objekte, davon 3 flächenhafte Naturdenkmale (FND) und 25 Einzelgebilde-Naturdenkmale (END).
Stand: 1. November 2016.

## Flächenhafte Naturdenkmale (FND)
| Name                       | Bild | Kennung     | Einzelheiten         | Position | Fläche Hektar | Datum         |
| -------------------------- | ---- | ----------- | -------------------- | -------- | ------------- | ------------- |
| Halbtrockenrasen           |      | 84370880026 | Pfullendorf          | ???      | 2,4           | 21. Dez. 1989 |
| Spitalmühle                | BW   | 84370860003 | Ostrach, Pfullendorf | ⊙        | 0,3           |               |
| Toteislöcher Schelmenstock |      | 84370880027 | Pfullendorf          | ???      | 0,9           | 14. Okt. 1993 |
| Legende für Naturdenkmal   |      |             |                      |          |               |               |

## Einzelgebilde (END)
| Name                               | Bild | Kennung     | Einzelheiten | Position | Fläche Hektar | Datum         |
| ---------------------------------- | ---- | ----------- | ------------ | -------- | ------------- | ------------- |
| Buche                              |      | 84370880023 | Pfullendorf  | ???      | 0,0           | 25. Juli 1939 |
| Eschenblättrige Buche              |      | 84370880008 | Pfullendorf  | ???      | 0,0           |               |
| Feldlinde windform                 |      | 84370880003 | Pfullendorf  | ???      | 0,0           |               |
| Feldlinde                          |      | 84370880015 | Pfullendorf  | ???      | 0,0           |               |
| Kugelbuche                         |      | 84370880018 | Pfullendorf  | ???      | 0,0           |               |
| Linde an der Schule                |      | 84370880004 | Pfullendorf  | ???      | 0,0           |               |
| Linde an der Weggabel              |      | 84370880007 | Pfullendorf  | ???      | 0,0           | 25. Juli 1939 |
| Linde in Denkingen                 |      | 84370880001 | Pfullendorf  | ???      | 0,0           |               |
| Linde                              |      | 84370880002 | Pfullendorf  | ???      | 0,0           |               |
| Linde                              |      | 84370880020 | Pfullendorf  | ???      | 0,0           | 25. Juli 1939 |
| Mächtige Linde an der Straßenkehre |      | 84370880010 | Pfullendorf  | ???      | 0,0           |               |
| Marieneiche                        |      | 84370880017 | Pfullendorf  | ???      | 0,0           |               |
| Rotbuche bei der Lindenschmiede    |      | 84370880024 | Pfullendorf  | ???      | 0,0           | 25. Juli 1939 |
| Sommerlinde bei Maria Schray       |      | 84370880011 | Pfullendorf  | ???      | 0,0           |               |
| Sommerlinde                        |      | 84370880006 | Pfullendorf  | ???      | 0,0           | 25. Juli 1939 |
| Sommerlinde                        |      | 84370880014 | Pfullendorf  | ???      | 0,0           | 25. Juli 1939 |
| Sommerlinde                        |      | 84370880021 | Pfullendorf  | ???      | 0,0           | 25. Juli 1939 |
| Sommerlinde                        |      | 84370880022 | Pfullendorf  | ???      | 0,0           | 25. Juli 1939 |
| 1 Dreikaiserlinde                  |      | 84370880025 | Pfullendorf  | ???      | 0,0           | 25. Juli 1939 |
| 1 Linde                            |      | 84370880019 | Pfullendorf  | ???      | 0,0           |               |
| 1 Sommerlinde                      |      | 84370880012 | Pfullendorf  | ???      | 0,0           |               |
| 1 Sommerlinde                      |      | 84370880013 | Pfullendorf  | ???      | 0,0           |               |
| 2 Buchen im Erzb. Linzerfondwald   |      | 84370880005 | Pfullendorf  | ???      | 0,0           | 25. Juli 1939 |
| 2 Buchen                           |      | 84370880016 | Pfullendorf  | ???      | 0,0           |               |
| 4 Linden beim Amtsgericht          |      | 84370880009 | Pfullendorf  | ???      | 0,0           |               |
| Legende für Naturdenkmal           |      |             |              |          |               |               |